# Vodena marža
Vodena marža (uprošćeni kineski: 水浒传; tradicionalni kineski: 水滸傳; pinjin: Shuǐhǔ Zhuàn), takođe preveden kao Odmetnici iz močvara, Priča o močvari ili Svi ljudi su braća, kineski je roman iz 14. veka koji se pripisuje Ši Najanu. Smatran jednim od četiri velika klasična romana drevne kineske književnosti, roman je napisan na narodnom kineskom, a ne na klasičnom kineskom jeziku.
Priča smeštena na kraj Severnog Songa govori o tome kako se grupa od 108 odmetnika okuplja na planini Ljang (ili močvara Ljangšan) da formira značajnu vojsku pre nego što im vlada na kraju dala amnestiju i poslati su u kampanje za otpor stranim osvajačima (Ljao) i da suzbijaju pobunjeničke snage (Fang La). Roman upoznaje čitaoce sa mnoštvom poznatih likova u kineske književnosti, kao što su Song Đang, Vu Song, Lin Čong i Lu Džišen.

## Istorijski kontekst i razvoj
Vodena maraža je zasnivana na podvizima odmetnika Songa Đanga i njegovih 108 pratilaca (36 „Nebeskih duhova” (三十六天罡) i 72 „Zemaljskih demona” (七十二地煞)). Grupa je bila aktivna u regionu Huajnana i predala se vladi Songa 1121. godine. Zabeleženi su u istorijskom tekstu Istorija Songa. Ime „Song Đang“ takođe se pojavilo u biografiji cara Huejconga iz Songa, u kojoj se navodi:
Odmetnik Song Đang iz Huajnana i drugi napali su vojsku kod Huajanga, (car) je poslao generale da ih napadnu i uhapse. (Odmetnici) su posegnuli na istok prestonice (Kajfeng), Hebej, i ušli unutar granice Ču (misleći na današnji Hubej i Hunan) i Hajdžou (pokrivajući delove današnjeg Đangsua). Generalu Džang Šujeu je naređeno da ih smiri.
Biografija Džang Šujea dalje opisuje Song Đanga i aktivnosti odmetnika, i kako ih je na kraju Džang porazio.
Narodne priče o Song Đangu kružile su tokom Južnog Songa. Prvi izvor koji je imenovao 36 pratilaca Song Đanga bila su Razna zapažanja iz godine Guejsin (癸辛雜識) autora Džou Mia, napisana u 13. veku. Među 36 su bili Lu Đuenji, Guan Šeng, Žuan Sjaoer, Žuan Sjaovu, Žuan Sjaoći, Lju Tang, Hua Rong i Vu Jong. Neki od likova koji su kasnije postali povezali sa Song Đangom takođe su se pojavili u to vreme. Među njima su Sun Li, Jang Đži, Lin Čong, Lu Džišen i Vu Song.
U istorijski zapis Istorija Songa uključen je spomenik palate Hou Menga, koji navodi: „Song Đang i još 36 osoba prelaze Ći i Vej (centralni pojas Severnokineske nizije) po svojoj volji. Vladine trupe broje desetine hiljada, ali niko se ne usuđuje da mu se suprotstavi. Njegove sposobnosti moraju biti izvanredne. Budući da se suočavamo i sa pljačkama Fang La i njegovih odmetnika iz Ćingsija, zašto ne bismo dodelili Song Đangu i njegovim ljudima amnestiju i zatražili od njih da povedu kampanju protiv Fanga La kao iskupljenje?”
Direktni prethodnik Vodene marže su Stari incidenti u periodu Sjuenhe iz doba velike dinastije Song (大宋宣和遺事), koji su se pojavili sredinom 13. veka. Tekst je pisana verzija priča usmenih pripovedača, zasnovanih na navodnim istorijskim događajima. Podeljen je u deset poglavlja, koja približno pokrivaju istoriju dinastije Song od početka 11. veka do uspostavljanja režima Južnog Songa 1127. godine. Četvrto poglavlje pokriva avanture Song Đanga i njegovih 36 saputnika i njihov konačni poraz od Džnga Šuje. Neke od poznatijih priča i likova u Vodenoj marži su jasno vidljive, uključujući „Jang Dži prodaje svoju dragocenu sablju“, „Pljačka konvoja sa rođendanskim poklonima“, „Song Đang ubija Jan Posija“, „Sukobi sa Fang Laom“, između ostalih. Song Đang i njegovi odmetnici su delovali u planinama Tajhang.
Priče o odmetnicima postale su popularna tema drama dinastije Juen. Tokom ovog vremena, materijal na kome je zasnovana Vodena marža evoluirao je u ono što jeste u sadašnjosti. Broj odmetnika povećao se na 108. Iako su dolazili iz različitih sredina (uključujući naučnike, ribare, instruktore carske vojske, oficire itd.), svi od kojij su na kraju došli da planinu [Mount Liang[|Ljang]] (ili Ljangšansku močvaru). Postoji teorija da je Vodena marža postala popularna tokom Juen ere kada su se obični ljudi (pretežno Han Kinezi) prezirali mongolske vladare. Pobuna odmetnika smatrana je „bezbednom“ za promociju, jer je navodno negativan odraz pale dinastije Song. Istovremeno, pobuna je takođe bila poziv običnom narodu da ustane protiv korupcije i nepravednih postupaka vlade. Čungdženski car iz dinastije Ming, postupajući po savetu svojih ministara, zabranio je knjigu zarad sprečavanja daljih pobuna. 
Ovaj roman, hvaljen kao rano „remekdelo“ narodne fantastike, poznat je po „majstorstvu i kontroli“ svog raspoloženja i tona. Delo je takođe poznato po upotrebi živopisnog, šaljivog i naročito oštrog jezika. Međutim, razni kritičari su ga osudili kao „sramotnog“ još od dinastije Ming.
„Ovi slučajevi zavođenja su najteži od svih. Postoji pet uslova koje morate ispuniti da biste uspeli. Prvo, morate biti zgodni kao Pan An. Drugo, potreban vam je alat velik kao magarčev. Treće, morate biti bogati kao Deng Tong. Četvrto, morate biti uzdržani poput igle koja prolazi kroz vatu. Peto, morate da provošite vreme. To se može učiniti samo ako ispunjavate ovih pet zahteva.”
— Odlomak iz romana sa engleskim prevodom Sidnija Šapira.

## Zaplet
Početna epizoda u romanu je puštanje 108 duhova, zatvorenih pod drevnom kornjačom koja nosi stelu.
Sledeće poglavlje opisuje uspon Gao Ćua, jednog od glavnih antagonista priče. Gao zloupotrebljava svoj status velikog maršala ugnjetavajući Vang Đin; Vangov otac je održao Gau bolnu lekciju dok je ovaj još bio ulični lutalica. Vang Đin sa majkom beži iz glavnog grada i slučajno sreće Ši Đina, koji postaje njegov šegrt. Sledećih nekoliko poglavlja pričaju priču o Ši Đinovom prijatelju Lu Džišenu, čemu sledi priča o Luovom brata po zakletvi Lin Čongu. Lin Čonga je optužio Gao Ću za pokušaj atentata na njega, i skoro umire u požaru na opskrbnom skladištu koju su podmetnuli Gaovi sledbenici. On ubija svoje neprijatelje i napušta skladište, na kraju se uputivši do Ljangšanske močvare, gde postaje odmetnik. U međuvremenu, „Originalnih sedam“, na čelu sa Čao Gajom, pljačkaju konvoj rođendanskih poklona za carskog učitelja Caj Đinga, još jednog od glavnih antagonista u romanu. Oni beže u Ljangšansku močvaru nakon što su porazili grupu vojnika koje su vlasti poslale da ih uhapse, i tamo se nastanjuju kao odmetnici sa Čao Gajom kao njihovim šefom. Kako priča napreduje, sve više ljudi dolazi da se pridruži bendu odmetnika, uključujući vojno osoblje i civilne zvaničnike kojima je dotužilo da služe korumpiranoj vladi, kao i muškarce sa posebnim veštinama i talentima. Priče o odmetnicima ispričane su u odvojenim odeljcima u sledećim poglavljima. Veze između likova su nejasne, ali pojedinačne priče su na kraju sastavljene u šezdesetom poglavlju kada Song Đang nasleđuje Čao Gaja na mestu vođe benda, nakon što je pređašnji ubijen u bici kod tvrđave Cengove familije.

## Napomene
1. ↑  Ostali naslovi prevoda romana na engleskom su i: Men of the Marshes, The Marshes of Mount Liang.

## Literatura
- C. T. Hsia, "The Water Margin," in C.T. Hsia, The Classic Chinese Novel: A Critical Introduction (1968; rpr. Cornell University Press, 1996), pp. 75–114.
- Haruo Shirane and James Brandon. Early Modern Japanese Literature: An Anthology, 1600–1900. Columbia University Press (2002).  0-231-10990-3.
- John Dent-Young, "Translating Chinese Fiction: The Shui Hu Zhuan," in Sin-Wai Chan and David Pollard, An Encyclopedia of Translation: Chinese-English, English-Chinese (Hong Kong: Chinese University Press, 1995),  249–261.
- Wai-Yee Li. Full-Length Vernacular Fiction.  in Victor Mair, (ed.),  The Columbia History of Chinese Literature   (NY: Columbia University Press,  2001), esp. pp. 626–332.
- </ref><ref name="otakuma">

## Spoljašnje veze
- (2011)